# Рататуи
 Тази статия е за филма.  За ястието вижте Рататуй.  
Рататуи (на английски: Ratatouille) е американски анимационен комедийно-драматичен филм от 2007 г., продуциран от Пиксар Анимейшън Студиос за Уолт Дисни Пикчърс. Филмът е написан и режисиран от Брад Бърд и продуциран от Брад Луис, по оригинална идея на Ян Пинкава, който е кредитиран за създаването на историята на филма заедно с Бърд и Джим Капобианко. Филмът е озвучен с гласовете на Патън Осуалт, Лу Романо, Иън Холм, Джанийн Гарафало, Питър О'Тул, Брайън Денехи, Питър Сон и Брад Гарет. Заглавието се отнася до френското ястие рататуй, но също така препраща и към вида на главния герой — плъх. Действието се развива основно в Париж, а сюжетът проследява млад плъх на име Реми (Осуалт), който мечтае да стане готвач в ресторанта на Огюст Густо (Гарет) и се опитва да постигне целта си, като създава неочаквано партньорство с мияча на съдове Алфредо Лингуини (Романо).
Разработката на Рататуи започва през 2000 г., когато Ян Пинкава създава оригиналната концепция за филма, въпреки че никога не е официално назначен за негов режисьор. През 2005 г., след напускането на Пинкава от Пиксар поради липса на увереност в развитието на историята, Брад Бърд е поканен да поеме режисурата и да преработи сюжета. Бърд и част от екипа на филма посещават Париж, за да почерпят вдъхновение. За да създадат автентичната анимация на храната във филма, екипът се консултира с готвачи както от Франция, така и от Съединените щати. Брад Луис дори преминава стаж в ресторанта на Томас Келер, където Келер създава ястие, използвано във филма. Музиката, вдъхновена от Париж, е композирана от Майкъл Джакино.
Премиерата на Рататуи е на 22 юни 2007 г. в Кодак Тиътър в Лос Анджелис, Калифорния, а широко разпространение в Съединените щати получава на 29 юни. Филмът се превръща в критически и търговски успех, като реализира приходи от 623,7 милиона долара в световен мащаб. Завършва киноразпространението си като шестия най-касов филм за 2007 г. и вторият най-успешен анимационен филм за годината (след Шрек Трети). Филмът получава широко одобрение заради сценария, анимацията, хумора, озвучаването и музиката на Майкъл Джакино. Печели Оскар за най-добър анимационен филм и е номиниран за още няколко награди, включително за най-добър оригинален сценарий. През 2016 г. в международна анкета на филмови критици, проведена от Би Би Си, Рататуи е обявен за един от 100-те най-велики филма на 21 век.

## Сюжет
Реми, млад плъх с изострени сетива за вкус и обоняние, мечтае да стане готвач като своя човешки идол – покойния Огюст Густо. За разлика от Реми, останалата част от колонията, включително по-големият му брат Емил и баща им Джанго, водач на клана, се хранят само за оцеляване и се боят от хората. Плъховете живеят на тавана на възрастна жена край Париж, но когато тя ги открива, Реми се отделя от останалите при прибързаното им бягство. Насърчен от въображаемия Густо, той тръгва да изследва и се озовава на покрива на ресторанта, носещ името на своя идол.
Реми вижда как новият мияч на съдове в ресторанта, Алфредо Лингуини, се мъчи да поправи супа, която е развалил, и се намесва, за да помогне. Лингуини забелязва Реми, но пази присъствието му в тайна от Скинър – бившият су-шеф на Густо и нов собственик и главен готвач на ресторанта. Скинър се конфронтира с Лингуини за супата, но тя по погрешка бива сервирана и изненадващо се превръща в хит. Колет Тату, единствената жена-готвач в ресторанта, убеждава Скинър да задържи Лингуини и да подкрепи мотото на Густо: „Всеки може да готви“. Скинър нарежда на Лингуини да възпроизведе супата, но забелязва Реми и му заповядва да го изведе навън и да го убие. Насаме, Лингуини осъзнава, че Реми го разбира, и го убеждава да му помага в готвенето.
Реми управлява движенията на Лингуини като марионетка, като дърпа косата му, докато се крие под шапката му. Те възпроизвеждат супата и продължават да готвят в ресторанта. Колет неохотно обучава Лингуини, но постепенно оценява, че той следва съветите ѝ. По-късно, Реми открива Емил и се събира отново с колонията. След като казва на Джанго, че възнамерява да остане в ресторанта, баща му му показва група отровени плъхове, за да го убеди, че хората са опасни. Реми пренебрегва предупреждението и си тръгва.
Междувременно, Скинър открива от писмо на покойната майка на Лингуини, че той е незаконен син на Густо и съответно законният наследник на ресторанта. Скинър е шокиран и разгневен от това разкритие, тъй като завещанието на Густо гласи, че ресторантът ще бъде наследен само ако не се появи наследник в рамките на две години след смъртта му. След като адвокатът му потвърждава, че Лингуини е наследникът, Скинър скрива доказателството в плик. Реми успява да избяга с него и го показва на Лингуини, който уволнява Скинър и прекратява линия от замразени храни, създадена от него. Ресторантът процъфтява, докато рецептите на Реми набират популярност, а Лингуини започва романтична връзка с Колет. Критикът на храна Антон Его, чиято предишна отрицателна рецензия косвено довежда до смъртта на Густо, съобщава на Лингуини, че ще направи нова рецензия на ресторанта на следващия ден. След като Лингуини си приписва заслугите за готвенето на Реми на пресконференция, двамата се скарват. В отмъщение, Реми повежда колонията на набег в килерите на ресторанта. Лингуини пристига, за да се извини, но като открива нахлуването, ядосано изгонва Реми и останалите от ресторанта.
На следващия ден, Скинър залавя Реми, но той бързо е освободен от Джанго и Емил. След като се връща в ресторанта, Реми се сдобрява с Лингуини, който разкрива на персонала кой е Реми и как готви. Всички служители напускат веднага. Спомняйки си мотото на Густо, Колет се връща, за да помогне, а плъховете започват да готвят под ръководството на Реми, докато Лингуини обслужва клиентите. Скинър и здравният инспектор се опитват да попречат, но плъховете ги завързват, запушват устите им и ги заключват в килера. Реми приготвя вариация на рататуй, който събужда у Его скъпи спомени от гозбите на майка му. Възхитен, Его иска да се запознае с готвача и остава шокиран, когато му представят Реми. На следващия ден, критикът пише рецензия, в която заявява, че вече разбира мотото на Густо и описва Реми, без да разкрива, че е плъх.
Скинър и здравният инспектор са освободени, а ресторантът на Густо е затворен, което коства на Его работата и репутацията му. Реми, Лингуини и Колет отварят бистро, наречено Ла Рататуи, в което преобразеният Его инвестира и често посещава. Колонията плъхове се установява на тавана на бистрото като новия си дом.

## Актьорски състав
- Патън Осуалт – Реми. Режисьорът Брад Бърд го избира, след като чува негов комедиен монолог на тема храна.[6]
- Лу Романо – Алфредо Лингуини.
- Иън Холм – Скинър. Поведението му, ниският ръст и езикът на тялото са свободно вдъхновени от Луи дьо Фюнес.[7] Името на героя идва от името на психолога Б. Ф. Скинър.[8]
- Брайън Денехи – Джанго.[9]
- Питър Сон – Емил.
- Питър О'Тул – Антон Его, чийто външен вид е вдъхновен от Луи Жуве.[10]
- Брад Гарет – Огюст Густо. Героят е вдъхновен от реалния готвач Бернар Лоазо, който се самоубива, след като се разпространяват слухове, че ресторантът му ще загуби звезда Мишлен.[11] Същият ресторант е посетен от Брад Бърд и екипът му.[12] Черти от характера на Густо са вдъхновени и от готвача Пол Бокюз.[13]
- Джанийн Гарафало – Колет Тату, ротисьорката[b] на Густо, вдъхновена от френския готвачката Елeн Дароз.[14]
- Уил Арнет – Хорст, немският су-шеф на Скинър, който всеки път разказва различна версия за миналото си.
- Джулиъс Калахан – Лало, хаитянският сосиер и поасоние[c] на Густо.
  - Калахан също озвучава Франсоа, рекламният агент, отговарящ за маркетинга на микровълновата храна с марката на Густо.
- Джеймс Ремар – Ларус, готвачът на студена кухня на Густо.
- Джон Раценбъргър – Мустафа, управителят на ресторанта на Густо.
- Теди Нютън – Талон Лабарте, адвокатът на Скинър.
- Тони Фусил – Патрик Помпиду, сладкарят на Густо.
  - Фусил също озвучава Надар Лесар, здравният инспектор. В британската версия Лесар е озвучен от Джейми Оливър.[15]
- Джейк Стайнфелд – Гит, бивш лабораторен плъх и член на колонията на Джанго.
- Брад Бърд – Амбристър Миниън, иконома на Его.
- Стефан Ру – Телевизионен говорител.

## Производство
Ян Пинкава създава концепцията през 2000 г., като разработва оригиналния дизайн, декорите, героите и основната сюжетна линия, но така и не е официално обявен за режисьор на филма. През 2004 г. Пиксар добавя Боб Питърсън като сърежисьор и му възлага изцяло контрол върху историята. След три месеца и при липса на увереност в развитието на сюжета, ръководството на студиото се обръща към режисьора на Феноменалните Брад Бърд, който поема режисурата именно когато Пинкава напуска Пиксар през 2005 г. (макар че запазва кредит като съсценарист), а Питърсън напуска проекта, за да се върне към работата си по В небето. Бърд е привлечен от филма заради неговата абсурдна концепция и движещия конфликт: че плъховете се страхуват от кухни, а един плъх иска да работи в такава. Освен това, Бърд е очарован от възможността филмът да бъде изграден като физическа комедия, като персонажът на Лингуини предоставя безкрайни забавления за аниматорите. Бърд пренаписва историята с промяна на акцентите: убива Густо, дава по-големи роли на Скинър и Колет, както и променя визията на плъховете, за да изглеждат по-малко антропоморфни.
Тъй като Рататуи е замислен като романтично и живописно виждане за Париж, с отличителна идентичност спрямо предишните филми на студиото, режисьорът Брад Бърд, продуцентът Брад Луис и част от екипа прекарват една седмица в града, за да разберат по-добре атмосферата му. Те предприемат обиколка с мотоциклет и вечерят в пет от най-елитните ресторанти. Във филма има и множество сцени, свързани с вода – една от тях е разположена в канализацията и се оказва по-сложна за реализация дори от сцената със синия кит в Търсенето на Немо. В една сцена Лингуини е мокър, след като скача в Сена, за да спаси Реми. Служител на Пиксар (координатор в отдела за осветление и оцветяване – Кестън Мигдал) скача в басейна на студиото, облечен в готварска униформа и престилка, за да провери кои части от дрехите полепват по тялото и кои стават прозрачни при намокряне.
Едно от предизвикателствата пред създателите на филма е създаването на компютърно генерирани изображения на храна, която изглеждат апетитно. За целта се консултират с гурме готвачи както в САЩ, така и във Франция, а аниматорите посещават кулинарни курсове в готварски училища в района на Сан Франциско, за да разберат как функционира една професионална кухня. Ръководителят на отдела по декори и оформление, Майкъл Уарч, който е професионален готвач с диплома от кулинарна академия преди да започне работа в Пиксар, помага с преподаването и консултирането на аниматорите. Той също така приготвя ястията, използвани от отделите по художествено оформление, текстури и осветление, ефекти и 3D моделиране. Известният готвач Томас Келър позволява на продуцента Брад Луис да бъде стажант в кухнята на своя ресторант. За кулминацията на филма Келър предлага изискана, пластово подредена версия на основното ястие, което плъховете да сготвят — наречена конфи баалди. За да изглеждат плодовете и зеленчуците по-реалистично, е използвана същата техника на разсейване на светлината под повърхността, която се използва за кожата във Феноменалните, а нови софтуерни програми добавят органична текстура и движение на храната. Илюзията се допълва от музика, диалози и абстрактни визуални образи, които представят как героите възприемат вкуса на храната. Тези визуални метафори на вкуса са създадени от аниматора Мишел Гание, вдъхновен от работата на Оскар Фишингер и Норман Макларън. За да създаде реалистична купчина компост, художественият отдел заснема петнадесет различни вида плодове и зеленчуци – като ябълки, горски плодове, банани, гъби, портокали, броколи и маруля – в процеса на гниене.
Актьорите се стремят да направят френските си акценти автентични, но и разбираеми. Джон Раценбъргър отбелязва, че често неусетно преминава към италиански акцент. Иън Холм е избран за ролята на Скинър, след като Брад Бърд го вижда в трилогията Властелинът на пръстените. Според дизайнера на Пиксар Джейсън Диймър: „Повечето от героите са проектирани още когато Ян [Пинкава] е режисьор… Той има изключителен усет към скулптурната форма“. Според Пинкава образът на критика Антон Его е създаден така, че да напомня на лешояд. За да се спести време, човешките герои са проектирани и анимирани без пръсти на краката. Дейна Карви първоначално е поканен за роля, но отказва, тъй като по това време се е посветил на отглеждането на децата си.
Специалистката по плъхове Деби Дюкомън консултира относно навиците и характеристиките на плъховете. Освен нейните съвети, Пиксар поставя вивариум с домашни плъхове в един от коридорите за повече от година, за да може екипът да изучава движенията на козината, муцуните, ушите, лапите и опашките на животните по време на бягане.
В рекламни материали Интел отбелязва, че тяхната платформа осигурява 30% по-добра производителност при софтуера за рендериране. Те включват Рататуи в някои от своите маркетингови кампании.
Филмът е анимиран с традиционни методи, а не чрез моушън кепчър (улавяне на движения в реално време). Брад Бърд отбелязва това в надписите, защото смята, че във филмовата индустрия се налага тенденция към реално улавяне на актьорска игра за сметка на класическата анимация кадър по кадър — техника, която той „обича и е горд, че са използвали“ във филма.

## Музика
Рататуи е вторият филм на Пиксар, чиято музика е композирана от Майкъл Джакино, след Феноменалните. Това е и вторият филм на студиото, чиято партитура не е написана от Ранди или Томас Нюман. Музиката включва разнообразен инструментариум и е повлияна от различни музикални жанрове. Джакино създава две отделни теми за Реми — едната свързана с колонията от плъхове, а другата – с неговите мечти и стремежи. Той композира и приятелска тема за Реми и Лингуини, която звучи, когато двамата са заедно. Освен оркестровата музика, Джакино написва и главната тематична песен – Le Festin, която отразява мечтата на Реми да стане готвач. За изпълнител е избрана френската певица Камий (която е на 29 години по време на премиерата на филма), след като Джакино чува нейна музика и решава, че е идеална за песента. В резултат на това песента е изпълнена на френски език във всички почти версии на филма. Саундтракът излиза на 26 юни 2007 г., издаден от Уолт Дисни Рекърдс.

## Премиера

### Кино
Първоначално премиерата на Рататуи е насрочена за 9 юни 2006 г., но по-късно е отложена за 29 юни 2007 г. Смята се, че тази промяна е направена, за да се освободи датата през 2006 г. за филма Колите.
Световната премиера на Рататуи е на 22 юни 2007 г. в театър Кодак Тиътър в Лос Анджелис. Комерсиалната премиера се провежда седмица по-късно, като преди Рататуи в киносалоните се излъчва късометражен филм. Тестова прожекция на филма се провежда на 16 юни 2007 г. в кино Харкинс в Скотсдейл, Аризона, където присъства и представител на Пиксар, който събира обратна връзка от зрителите. Главният изпълнителен директор на Дисни, Боб Айгър, обявява предстоящо повторно излизане на филма по кината в 3D формат по време на среща с акционерите на компанията през март 2014 г.

### Маркетинг
Трейлърът на Рататуи излиза за първи път заедно с премиерата на Колите, предшественика на филма. В него е показана оригинална сцена, в която Реми е хванат в крачка да опитва сирене от количката в залата на ресторанта и едва успява да избяга, като това е редувано със сцени, в които плъхът директно обяснява пред публиката защо поема такива рискове. Подобно на повечето тийзъри на Пиксар, тази сцена не присъства във финалната версия на филма.
Втори трейлър излиза на 23 март 2007 г. На 11 май 2007 г. започва турнето на филма Голяма обиколка със сирене, включващо демонстрации по готвене и предварителен показ на филма. Озвучаващият актьор Лу Романо присъства на спирката в Сан Франциско за автографи.
Дисни и Пиксар планират да пуснат на пазара френско вино с марката Рататуи в магазините Котско през август 2007 г., но се отказват заради оплаквания от Калифорнийския институт по вино, който посочва регулации за етикетирането, забраняващи използването на анимационни герои, за да не се привличат непълнолетни купувачи. Освен това двете компании срещат трудности да привлекат аудиторията, тъй като много магазини вече са претоварени с продукти, свързани с други наскоро излезли филми като Спайдър-Мен 3, Шрек Трети и Трансформърс, което затруднява убедителността към родителите да похарчат допълнително между 7,99 и 19,99 долара за плюшено мишле.
В Обединеното кралство вместо да излъчат трейлър по кината, е пуснат рекламен клип с Реми и Емил, с цел да се намали разпространението на пиратски копия на филма. Също там главните герои са използвани в реклама за Нисан, където Реми и Емил гледат оригинална реклама на колата, като съответно я имитират и пародират.
Дисни и Пиксар се притесняват, че публиката, особено децата, няма да познават думата „рататуи“ и начина на произнасяне. Затова заглавието е изписано фонетично в трейлърите и плакатите. По сходни причини в американското издание на филма текстът на френски на екрана е преведен на английски, като например заглавието на готварската книга на Густо и табелата за миене на ръце в кухнята, докато в международните версии като британското издание и испанското DVD издание на САЩ те са на френски. В Канада филмът излиза в кината с английски текст, но на DVD повечето надписи (включително завещанието на Густо) са на френски.

### Домашна употреба
Рататуи е пуснат от Уолт Дисни Студиос Хоум Ентъртейнмънт на Blu-ray и DVD в Северна Америка на 6 ноември 2007 г. В изданието е включен нов анимационен късометражен филм с участието на Реми и Емил, озаглавен Твоят приятел плъхът, в който двата плъха се опитват да убедят зрителя – човек, да приеме плъховете като свои приятели, демонстрирайки ползите и погрешните схващания за плъховете спрямо човечеството чрез няколко исторически примера. Късометражният филм е с времетраене от 11 минути и използва 3D анимация, 2D анимация, игрално кино и дори стоп-моушън анимация, което е първо за Пиксар.
Дисковото издание включва и компютърно генерирания късометражен филм, който е показван преди филма по време на кинопремиерата. Той разказва за един млад извънземен, който се опитва да отвлече спящ човек, като през цялото време е оценяван от възрастен извънземен в стил шофьорски изпит. Целият филм е без диалог, което е характерно за късометражните филми на Пиксар, които не са базирани на вече съществуващи истории. Сред допълнителните материали са изрязани сцени, филмче с режисьора Брад Бърд, който говори за създаването на филма, и интервю с готвача Томас Келър за кулинарното творчество, озаглавено Фина храна и филм, както и четири „пасхални яйца“ (скрити изненади). Въпреки че Blu-ray изданието за регион A съдържа аудио на френски, DVD изданието за регион 1 не включва такъв, с изключение на някои копия, продавани в Канада.
DVD изданието от 6 ноември 2007 г. е продало 4 919 574 копия (еквивалент на 73 744 414 щатски долара) в първата си седмица (6–11 ноември 2007 г.), като оглавява класациите за продажби на DVD. Общо са продадени 12 531 266 копия (189 212 532 долара), което го прави вторият най-продаван анимационен DVD за 2007 г. както по брой продадени единици, така и по приходи, след Весели крачета. През 2014 г. филмът е преработен в 3D формат и през юли същата година излиза на 3D Blu-ray в Обединеното кралство, Франция и Индия. През 2019 г. Рататуи е пуснат и на 4K Ultra HD Blu-ray.

## Плагиатски филм
Списание описва Рататуинг, бразилски компютърно-анимационен филм от 2007 г. на Видео Бринкедо, като „копие“ на Рататуи. Марко Аурелио Канонико от бразилския вестник Фоля ди Сао Паулу описва Рататуинг като производен на Рататуи. Канонико обсъжда дали Рататуинг е достатъчно подобен на Рататуи, за да се предяви иск за нарушаване на авторски права. Бразилското министерство на културата публикува статията на Марко Аурелио Канонико на своя уебсайт. До момента не са открити източници, които да показват, че Пиксар е предприел съдебни действия.

## Прием

### Боксофис
В премиерния си уикенд в Северна Америка Рататуи тръгва по екраните в 3940 киносалона и дебютира на първо място с приходи от 47,2 милиона долара, което го прави филма на Пиксар с най-нисък откриващ уикенд от Приключението на бръмбарите насам. Когато филмът излиза, оглавява боксофис класацията, изпреварвайки Умирай трудно 4 на Туентиът Сенчъри Фокс. Рататуи става първият оригинален (непродължение) филм, който достига първо място от Дистърбия, излязъл два месеца по-рано. Филмът обаче остава на тази позиция само няколко дни, преди да бъде изместен от Трансформърс. Във Франция, където се развива действието на филма, Рататуи поставя рекорд за най-успешен дебют на анимационен филм и детронира Титаник (1997) по брой последователни седмици на върха на боксофиса. В Обединеното кралство лентата също дебютира под номер едно, с приходи от над 4 милиона паунда. Общите приходи на Рататуи възлизат на 206,4 милиона долара в САЩ и Канада и 623,7 милиона долара в световен мащаб, което го нарежда като седмия най-касов филм на Пиксар.

### Реакции на критиката
Уебсайтът за агрегиране на рецензии Rotten Tomatoes отчита 96% одобрение и средна оценка от 8.5/10 на базата на 253 рецензии. Общото становище на сайта гласи: „Зашеметяващо анимиран и с бързо темпо, Рататуи добавя още едно очарователно и забавно заглавие — и доста необичаен герой — към филмотеката на Пиксар“. В Metacritic филмът има среднопретеглена оценка от 96 от 100 на базата на 37 рецензии, най-високата за филм на Пиксар (равна с тази на Играта на играчките), и е на 46-то място сред най-високо оценените филми в сайта. Зрителите, анкетирани от CinemaScore, дават на филма оценка A по скала от A+ до F.
Антъни Оливър Скот от Ню Йорк Таймс нарича Рататуи „почти безупречно произведение на популярното изкуство и един от най-убедителните портрети на артист, правени във филм“, като в духа на героя Антон Его завършва рецензията си с едно просто „благодаря“ към създателите. Уоли Хамънд от Тайм Аут дава пълни пет от пет звезди и казва: „Може и да е изпитание за най-малките, малко носталгичен и доминиран от мъжки персонажи като модерна кухня, но това са дребни забележки към това прекрасно допълнение към пантеона на Пиксар“. Андреа Гронвал от Чикаго Рийдър дава положителна рецензия, отбелязвайки, че „второто сътрудничество на Брад Бърд с Пиксар е по-амбициозно и съзерцателно от носителя на Оскар Феноменалните“. Оуен Глейбърман от Ентъртейнмънт Уийкли дава оценка B, заявявайки: „Рататуи има техническата магия на Пиксар, но някак си не и пълния му вкус. Това е симпатичният десерт на Бърд — не толкова невероятен, колкото сладко годен за консумация“. Питър Травърс от Ролинг Стоун дава три и половина от четири звезди и казва: „Това, което прави Рататуи толкова забавен и затрогващ, е начинът, по който Бърд кара филмът да те изненада. А музиката на Майкъл Джакино е идеалният акомпанимент към едно вкусно ястие“. Джеймс Берардинели дава три от четири звезди, пишейки: „За родители, които търсят как да прекарат време с децата си в киното, или за възрастни, търсещи нещо по-леко от стандартния летен екшън — Рататуи предлага вкусно основно ястие“. Кристи Лемир от Асошиейтед Прес споделя положителна рецензия, като подчертава, че „Рататуи е свободен от онези излишни попкултурни препратки, които заливат толкова много анимации – той разказва история, вкоренена в нашия свят, без да прибягва до евтини шеги“. Джъстин Чанг от Върайъти пише: „Майсторите готвачи от Пиксар са смесили всички правилни съставки — остроумен диалог и визия, перфектен тайминг, щипка френски чар — за да създадат топла и неустоима кулинарна смес“.
Майкъл Филипс от Чикаго Трибюн дава пълни четири от четири звезди: „Филмът може да е анимационен и пълен с плъхове, но пулсът му е изненадващо човешки. Никога не сте виждали такава визуална разточителност в компютърна анимация“. Рейфър Гузман от Нюздей дава три от четири звезди, пишейки: „Докато толкова други анимации са шумни и пълни с поп шеги, Рататуи носи топлината на любима книга. Герои, които се усещат ръчно изваяни“. Роджър Мур от Орландо Сентинел е по-критичен, давайки три от пет звезди: „Изгуби ли Пиксар вълшебната си рецепта? Рататуи съдържа сравнително обикновена анимация, няколко умерени гонитби, няколко добри шеги, но не много смях“. Скот Фаундас от Ел Ей Уийкли отбелязва: „Бърд е взел суровите съставки на анимационен филм за деца и ги е превърнал в сериозно изследване на творческия процес“. Колин Коувърт от Стар Трибюн дава четири от четири звезди: „Не само анимацията е триизмерна – и героите са изключително добре изградени… Опитайте да назовете друг анимационен филм, така преливащ от излишна красота“. Стивън Риа от Филаделфия Инкерър дава три и половина от четири звезди: „С Рататуи Бърд отново предлага не само страхотна история с хумор, но и визуален спектакъл“.
Рене Родригес от Маями Херълд дава три от четири звезди: „Рататуи е най-праволинейният и формулиран филм на Пиксар до момента, но е и сред най-очарователните“. Дейвид Ансен от Нюзуийк пише: „Филм толкова богат, колкото сос бернез, освежаващ като малиново сорбе и много по-непредсказуем от всички тези кулинарни метафори, които ще използваме, за да го опишем. Добре де – още една: вкусен е“. Питър Хартлауб от Сан Франциско Кроникъл казва: „Рататуи никога не е натрапчив, въпреки че съчетава екшън, романтика, история, семейна драма и размисли за творчеството“. Ричард Корлис от Тайм отбелязва: „От момента, в който Реми се появява, до финалната сцена, Рататуи демонстрира онзи размах и дълбочина, които отличават Пиксар от всички останали студия“. Роджър Ебърт от Чикаго Сън-Таймс дава четири от четири звезди: „Много анимации имат продължения, особено Шрек, но Рататуи е първият филм, след който наистина искам да видя продължение“. Питър Хауъл от Торонто Стар също му дава четири от четири: „Ако Бърд бе поел по сигурния път, щеше да ни лиши от страхотен нов герой в лицето на Реми. Филмът е моята лична номинация за най-добрия на Пиксар“.
Джо Моргенстърн от Уолстрийт Джърнъл обобщава: „Героите са неустоими, анимацията е зашеметяваща, а филмът поддържа такова ниво на въображение, каквото не сме виждали от Феноменалните“. Кенет Тюран от Лос Анджелис Таймс дава четири и половина от пет звезди: „Рататуи на Брад Бърд е толкова дързък, че просто трябва да се влюбиш в неговия необичаен герой“. Клаудия Пуиг от Ю Ес Ей Тъдей дава на филма три и половина от четири звезди, като отбелязва, че „Рататуи е вкусно забавление, което със сигурност ще бъде оценено от зрители от всички възрасти заради пищната си визия, остроумния си хумор и неустоимо вдъхновяващия си сюжет“. Мириам Ди Нунцио от Чикаго Сън-Таймс също дава три и половина звезди, като посочва: „Рататуи ви кара да се запитате защо анимацията трябва да се крие зад оправданието ‘за деца е, но възрастните също ще го харесат’. Този филм е за мама и тате, а, да — и децата ще го харесат“. Майкъл Бут от Денвър Поуст присъжда три и половина звезди, като подчертава, че „режисьорът Брад Бърд поддържа Рататуи жив и динамичен, без да прибягва до типичните шеги с животни или попкултурни закачки, които компрометират много други анимационни филми“. Том Лонг от Детройт Нюз дава оценка A и пише, че „Рататуи притежава технически гений, емоционално ядро и смелост в разказа, които го издигат сред най-добрите филми на Пиксар — истинска черешка на тортата на съвременната анимация“. Лиам Лейси от Глоуб енд Майл също поставя три и половина звезди, като отбелязва, че „във Рататуи няма небрежно нарисувани фонове — сцените напомнят кадри, заснети с камера с дълбок фокус, а текстурите — от блясъка на медните тигани до калдъръмените улички — са почти осезаеми“. Десън Томсън от Вашингтон Поуст отбелязва, че „филмът избягва познатите образи от съвременната попкултура и вместо това напомня за една по-елегантна епоха от историята на Дисни, когато анимациите излъчваха финес и класика“.
През 2025 г. Рататуи заема 73-о място в списъка на Ню Йорк Таймс 100-те най-добри филма на 21 век и 58-о място в изданието Изборът на читателите.

## В България
Премиерата на Рататуи по кината в България е на 17 септември 2007 г., като малко след нея е издаден на DVD, разпространявано от Александра Видео. През 2010 г. филмът е издаден отново на DVD и на Blu-Ray, разпространявани от A+Films.
Синхронен дублаж
| Персонаж      | Изпълнител                                               |
| ------------- | -------------------------------------------------------- |
| Реми          | Ангел Генов                                              |
| Скинър        | Христо Гърбов                                            |
| Лингуини      | Мариан Бачев                                             |
| Джанго        | Николай Пърлев                                           |
| Емил          | Диян Русев                                               |
| Антон Его     | Ангел Георгиев                                           |
| Густо         | Георги Тодоров                                           |
| Колет         | Сивина Сивинова                                          |
| Хорст         | Петър Върбанов                                           |
| Лало          | Пламен Чернев                                            |
| Франсоа       | Цанко Тасев                                              |
| Ларус         | Стефан Младенов                                          |
| Мустафа       | Николай Петров                                           |
| Амбристър     | Цанко Тасев                                              |
| Гит           | Стефан Младенов                                          |
| Талон         | Николай Урумов                                           |
| Помпиду       | Здравко Димитров                                         |
| ТВ водещ      | Иван Звездев                                             |
| Други гласове | Радослав Рачев Мина Костова Камен Асенов Елена Хрисимова |

| Обработка                        | Александра Аудио                      |
| -------------------------------- | ------------------------------------- |
| Режисьор на дублажа              | Таня Михайлова                        |
| Преводач и творчески ръководител | Венета Янкова                         |
| Тонрежисьор                      | Петър Костов                          |
| Изпълнителен продуцент           | Васил Новаков                         |
| Продуцент на българската версия  | Disney Character Voices International |